# La prova d'amore
La prova d'amore è un film del 1974, diretto da Tiziano Longo.